# إكورت سان مين
إكورت سان مين (بالفرنسية: Écoust-Saint-Mein)‏ هي بلدية تقع في إقليم باد كاليه من منطقة نور با دو كاليه في شمال فرنسا. تبلغ مساحة هذه المدينة 8.43 (كم²)، وترتفع عن سطح البحر 97 م، يبلغ عدد سكانها 429 نسمة حسب إحصاء المعهد الوطني للإحصاء والدراسات الاقتصادية سنة 2009 م. وترأس Yves Ledieu البلدية خلال فترة (2008-2014).